# Sven Åsberg
Sven "Smokey" Åsberg, född 9 april 1918 i Staffans församling, Gävle, död 20 oktober 1992 i Anderstorps församling, Småland, var en svensk industriföretagare och motorprofil. Han var initiativtagare till Anderstorp Raceway och drivande för att få dit de Formel 1-tävlingar som genomfördes där säsongerna 1973–1978.
Sven Åsberg grundade kromateringsföretaget Industricrom i Linköping 1957. Han flyttade företaget till Anderstorp 1961 och 1967 kromaterade företaget en plastprodukt första gången och det blev sedan en viktig nisch.
Han var intresserad av motorsport och tillsammans med ett par andra företagare grundade han motorklubben Team Mosarp. Behovet av en träningsbana övergick till att projektera en racerbana med internationella mått. För att öka intresset för investerare kombinerades banan med en flygplats. Åsberg skötte finansiering genom att sälja aktier. 1969 stod banan färdig och 1970 började Åsberg förhandla med Internationella bilsportsförbundet, FIA, och med understöd av bland andra den svenska föraren Ronnie Peterson kunde den första VM-tävlingen genomföras 1973.
Smeknamnet "Smokey" fick Åsberg eftersom han rökte stora cigarrer och oftast hade en sådan i munnen. En byst av Åsberg avtäcktes 1997 av kung Carl XVI Gustaf utanför Anderstorps stadshotell, Hotell Åsen.
År 2024 sände SVT dokumentären Smokeys dröm - när Formel 1 kom till byn som skildrar Åsbergs liv och verksamhet.